# Tohlezkus inexpectus
Tohlezkus inexpectus is een keversoort uit de familie buitelkevers (Eucinetidae). De wetenschappelijke naam van de soort werd in 1996 gepubliceerd door Stanislav Vit.